# Margaret Lemon
Margaret Lemon (1614) è stata una modella inglese.
Fu una delle modelle più dipinte nell'Inghilterra del diciassettesimo secolo e per anni fu la compagna di Antoon van Dyck.

## Biografia
Si sa che Lemon fosse inglese, ma la sua data di nascita può essere dedotta calcolando la sua età nei dipinti che la ritraggono (si pensa che sia nata nel 1614 circa). Si ritiene che abbia avuto delle origini fiamminghe e che probabilmente fosse una cortigiana quando incontrò Antoon van Dyck dopo che egli si recò per lavorare in Inghilterra, nuovamente, nel 1632. Ella era una musicista che sapeva suonare la viola. La storia della sua vita venne ricostruita basandosi sui pettegolezzi piuttosto che sui documenti.
Si sa che ella si trovava a Londra dal 1629. Anche se era smodata nello spendere i soldi, le venne affidata la responsabilità di prendersi cure delle stanze del suo compagno a Blackfriars e del suo appartamento al palazzo Eltham. Van Dyck riceveva i suoi mecenati ricchi nelle sue stanze, persino Carlo I d'Inghilterra. Non si hanno documenti di un incontro tra lei e il re, anche se in seguito Carlo acquistò un suo ritratto.
Fu la modella per un dipinto vandichiano basato sull'idea classica della "Venere pudica". Il quadro si trova nella collezione reale britannica e raffigura Lemon che prova a coprire pudicamente i suoi seni. È probabile che il pittore fiammingo la ritrasse anche come Psiche nella tela Amore e Psiche, mentre un quadro attribuito alla sua scuola potrebbe raffigurarla come un'Andromeda incatenata.

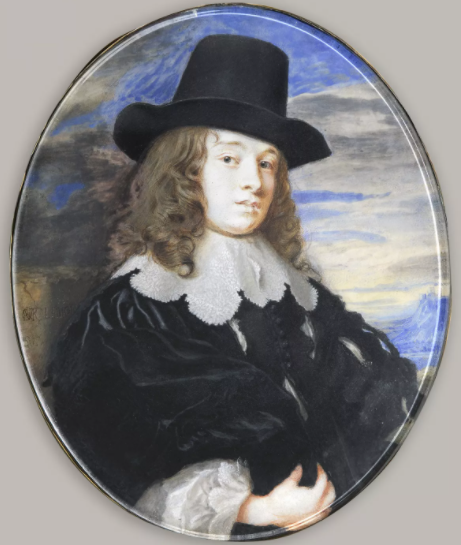
Una miniatura ad acquerello di Margaret Lemon realizzata da Samuel Cooper nel 1636 circa.

Si dice che Lemon abbia avuto come ospite Endymion Porter mentre Van Dyck era via, ma si aspettava che Van Dyck fosse fedele. Wenceslaus Hollar disse che aveva provato a mettere a repentaglio la carriera di Van Dyck quando cercò di mordere il suo pollice in un accesso di gelosia.
La relazione di Lemon con Van Dyck finì quando egli sposò Mary Ruthven, che riteneva più rispettosa, nel febbraio del 1640. La sua nuova moglie proveniva da una famiglia aristocratica scozzese ed era una dama di compagnia della regina Enrichetta Maria. Van Dyck morì due anni dopo, ma Lemon continuò a fare la modella, attirando l'attenzione di pittori ambiziosi più giovani come Peter Lely, Samuel Cooper, Cornelis Janssens van Ceulen e Adriaen Hanneman.

## Eredità
Esiste un ritratto che la raffigura nella collezione Frick che venne realizzato nel 1638 circa da Van Dyck e che era andato perduto per alcuni anni. Ne esiste un altro nella collezione reale che è conservato al palazzo di Hampton Court. Nel 2022 c'erano otto ritratti di lei nella galleria nazionale dei ritratti che erano "copie da van Dyck". Il suo dipinto di Peter Lely, Il concerto, si trova all'istituto Courtauld. Esistono delle copie e delle incisioni dell'epoca del suo ritratto vandichiano come Flora, anche se l'originale è andato perduto. La storica Susan E. James afferma che ella fu la donna comune più ritratta del diciassettesimo secolo.